# 蒼天のセレナリア
『蒼天のセレナリア ～What a beautiful world～』（そうてんのセレナリア ホワット ア ビューティフル ワールド）は、2006年7月7日にライアーソフトから発売されたアダルトゲーム。
2006年12月28日に『蒼天のセレナリア FAN DISC』が公式ページからDL販売されている。また、2011年12月22日に『蒼天のセレナリア ～What a beautiful world～ Full Voice ReBORN』としてフルボイス作品としてリメイクされた。

## 作品概要
蒸気機械が高度に発達した文明が支配する「既知世界」と、「世界の水殻」という壁を隔てて存在する「未知世界」を舞台にした、スチームパンク冒険活劇。
全8章からなり、基本的にはADVパートと、SLGパートを交互に繰り返して進めていく。SLGパートはマップ上の駒を進めて目的地までたどり着かせ、物語を進行させる。立ち寄った街で、人々からの依頼をこなして路銀を稼ぐこともできるが、物語の進行にはまったく関係無く、稼いだ金はおまけ要素に必要な「思い出」を購入するためだけのものであるため、無視して目的地にたどり着くだけでも物語は進行する。
地名等にクトゥルフ神話から取られているものがある。

## ストーリー
既知大陸の辺境都市で、小型飛空挺を駆りなんでも屋を営むコニーとシェラ。ある日、ヤーロという少女を助けたことによって、既知大陸の半分を支配する軍事国家「帝国」に目をつけられてしまう。帝国はヤーロの持つ「緑色秘本」なるものを狙っていた。突如現れた青年カルベルティによって彼女らは助け出され、そのまま小型飛空挺「ウルメンシュ」に乗り帝国の追撃を逃れ、さらには「既知世界」と「未知世界」を隔絶する「世界の水殻」までも突破に成功してしまう。
しかし、その直後、ヤーロは「緑色秘本」を残して去ってしまう。コニーとシェラは再びヤーロに会うため、なにもかもが初めての未知世界を駆け巡る。
そして同時に、帝国もある思惑によって動き出していた。

## 登場人物

### 主要人物
コニー・イル・リクール
声 - 野月まひる
小型飛空挺「ウルメンシュ」を駆る赤い髪をした少女。シェラと共になんでも屋を営んでいる。明るくおおらかな性格で被差別種族であるプセールを始め未知世界で出会う様々なひとにも物怖じもせず公平に接する。ヤーロを助け緑色秘本を受け取ったことから未知世界の陰謀と発見に満ちた大冒険に出ることとなる。
危機を救ってくれたカルベルティと惹かれあい。後に結ばれ、夫婦となり「プリンセス・コーネリア」と呼ばれるようになる。
《探索姫》ローラ・ネーデルマンの係累であることが示唆されている。
シェラ・マキス
声 - 金田まひる
コニーのパートナー。混血率の濃いプセール。コニーを姉のように慕っている。幼い見た目とは裏腹に、性に奔放。プセールという出自のため、誰からも愛されない思っている。本名はシェーラ・ロム。帝国の初代皇帝トート・ヒュブリス・ロム直系の子孫で皇族の血を引くカルベルティやネーエルよりもその血は濃い。そのためトートが管理するはずだった大機関《ヒュブリス》の処遇を決める権利を生まれながらに持っている。終盤、テュケーにより大機関《ヒュブリス》の起動キーとして取り込まれてしまう。
マウマウ
声 - 金田まひる
なにかの動物。「まうまう」としか言えない。子供程度の知能はある。ふるきものの声が聞こえる。
カルベルティ
声 - 古河徹人※Full Voice ReBORN版
超小型飛空「イクトゥス」を駆る青年。帝国の北方領土を統治する皇族の分家だったが、バイロンの謀略によって家族を皆殺しにされたため復讐のために生きることとなる。ベヴェル戦役の生き残りから剣術と飛空艇の操縦技術を学び、武装した帝国兵すら翻弄する戦闘技能を有する一方で復讐のみを求めて生きていたせいか言葉が足らず自分一人で突っ走る悪癖を持っている。しかしコニーたちと行動し、蒸気王やムムリクの死を経て、誰かのために剣を振るうことを決意する。
シリーズ四作目、『白光のヴァルーシア』にも登場する。
1908年、コニーと結婚。これは《廃公子の帰還》として世界中で話題となり、エイダの協力のもとにアステア家の復興に成功した。
ヤーロ・マク・ラド
声 - 西田こむぎ
樹木種の少女。コニー達が彼女を助けたことによって物語りは動き出す。もともとは未知世界に住むソム・メソムの一族の少女だったが、ある日「使命」に目覚め、旅に出る。そしてなにがしかの手段を用い世界の水殻を突破し帝国に至る。その後、緑色秘本を手にしたことから帝国兵に追われることになるがコニーとカルベルティに助けられ、コニーに緑色秘本を託す。
レヴィ・アクィナス
声 - 理多※
ラス・カサスの孫。エアギルドで整備士として働いている。シェラのことが好きで、帝国の要塞にもぐりこんで彼女を追いかけてくる。若いが真面目な努力家で、碩学として認められる。帝国の機動要塞に小細工し行動不能にするなど、機関知識は豊富。父は蒸気機関を破壊しようとした犯罪者だった。

### 既知世界
ラス・カサス
声 - どぶ六郎※
辺境でエアギルドを営んでいる。バベッジの残した設計図からウルメンシュを組み上げコニーらに与えた。初代十碩学《司祭》ラス・カサスの息子。チャールズ・バベッジやエイダとも交流を持ち、マタイオスも彼を尊敬している。若いころにふるきものと接触したことがあり、彼らの声を聞くことができる。
デ・マクシム
声 - 山本兼平※
強い影響力を持つ貴族勢力の当主。汚染された空気を長年吸ってきたため「蒸気病」を患い、マスクなしでは生きられない。力をつけている急進派貴族を一掃するため、未知世界を支配して勢力を得ようとする。しかし物語終盤、バイロンによって殺害される。若いころにローラ・ネーデルマンに求婚したことがあり、今でもその想いを保ち続けている。
ゼーズロム・ユエル
声 - 歌織
帝国辺境軍特務大尉。男装をした女性で、右目の義眼が特徴。プセールに異常なまでの憎悪を抱き、シェラに会うたびに躍起になって殺そうとする。
実は混血率20%のプセールで、本名はジェライラ・ロム。シェラと同じく初代皇帝の血を濃く受け継いでいる。帝国ではプセールを忌み嫌う風潮があるため、自分を嫌い、金色の目が顕現した右目を抉り、毛が生えた手足を焼いた。もっとも、バイロンには全てばれており、プセールの血統を利用され、ディユ・メシャンの中枢として取り込まれた。救い出された後は、ラス・カサスの下で静かに生活している。
マタイオス・ノン＝デュ
声 - 小次狼※
帝国軍第3飛空艦隊提督。他の貴族と違い高圧的ではなく、優雅な印象を与える帝国貴族。理想主義者を嫌っていると嘯くが、彼自身も理想主義者。かつて起こったベヴェル戦役で多大な戦果を挙げベヴェルの英雄と呼ばれるものの、そこで戦争の悲惨さを目撃したことで戦争を忌避している。
中盤、緑色秘本を持ったコニーたちを追い未知世界にやってくる。飛行要塞を以て帝国の未知世界での版図を広げ、セラニアンではコニーたちを追い詰めるがラプシヌプルクルの介入に遭い失敗。終盤、水の都にやってきてコニーたちと直接顔を合わせる。その後暴走を始めたバイロンを討つためコニーらに協力する。
ネーエル・サザン
声 - かわしまりの
マタイオスの部下。彼を慕っている。皇帝家の分家であるサザン家の人間。カルベルティとも面識がある。ファンディスクではメアリ・シェリーの護衛として未知世界に渡る。
ドゥーガ・ル・ビィ・アダム
声 - 山本兼平※
誰にでも「ルビー少佐」と呼ばせる。全身にルビーをあしらった姿が特徴的。狂人であり、未知世界に進行した際も、現地の人々を奴隷として扱っている。同じく彼の部下の多くは狂っている。マタイオスによると、以前は良識のある立派な軍人だったらしいが、ベヴェルの戦いの後で変わってしまったらしい。機動要塞ムルトルでウルメンシュを落そうとするが、逆に火山の火口に叩き落されて死亡。…したかに見えたが、ちゃっかり生きていた。メソムの子供に助けられて改心したらしい。
レイディ・エイダ
声 - 金田まひる
本名はエイダ・オーガスタ・バイロン。バイロンの娘。享楽的な性格で楽しいという理由から、ミュトを救う手助けをする。特別製の演算装置の篭手を付けている。様々な発明を行い、帝国の発展に貢献した天才で《機関の女王》の異名を持つ。バイロンの命令によって未知世界の各地を制圧、したかに思えたが、実はバイロンを倒すために各地の人に協力を仰いでいた。夫と別れて欲求不満。
C=G・バイロン
声 - どぶ六郎※
帝都を支配する十碩学《大数式》。急進派貴族盟主で、デ・マクシムを手にかけた。狡猾かつ残虐で、かつてカルベルティの家族を皆殺しにした。人の心と行動すべてを数式と捕らえており、大数式なるものに組み込もうと考える。かつてローラ・ネーデルマンに求婚したことがあるが、彼女の死をきっかけに歪んでしまった。
自らの大数式を完遂させるための大機械《皇帝騎》ディユ・メシャンを使い、世界征服を企むが、コニー達によって阻止された。

### 未知世界
蒸気王
声 - 越雪光※
巨大な機関鎧。”鉄の王”とも呼ばれる。
未知世界におけるあらゆる鉄の船を己の罪、悪として断罪する。そのため問答無用でウルメンシュにも襲い掛かってくるが、後に和解。
驚異的なまでの機動力を誇り、両腕に機動要塞並の威力を持つ圧縮蒸気砲を装備している。
かつて既知世界に蒸気機関をもたらし、帝国を築き上げた人物と同じ名前を持っている。本人は同一人物ではないという。物語中盤、カルベルティを庇って破壊される。
その正体は《蒸気王》チャールズ・バベッジが作り上げた鋼鉄機械。既知世界に蒸気機関をもたらしたことを後悔したバベッジは《回路》によって機関鎧に記憶を移植し、死してなお動き続ける。物語終盤、形を伴って再び現れ、バイロンをあの世に連れて行った。
ルダ
声 - 暁勇輔※
コニー達が未知世界で最初にで会ったパルデスの”人”。周辺の島々の長。コニーたちに色々と教えてくれる。
ニェルレイ
声 - 金田まひる
アシャムの”人”。空を飛ぶウルメンシュを獲物と勘違いして攻撃してくる。「鍵」と呼ばれる槍を持っている。三盗賊の一人のオルゴにレイプされる。
3盗賊
セイレンのフリィ、シェロブのオルゴ、ミシューフシのオドの三人組。他の”人”と違い"盟約"を放棄した人たち。銀を稼ぐため非道も行う。
たびたびコニーたちの前に現れるが、その時々で立場はさまざま。
パルポ
声 - 歌織※
フォルネの”人”。コニー達に海底にある街を「動く島」から助けてほしいと頼みに来る。鉄の鳥（ウルメンシュ）に乗っているから”鉄の王”様（蒸気王）の居場所を知っていると思っていた。
ソム＝メソム
声 - 来栖川勇※
森林都市に住むメソムの人。わずかながらヤーロの手がかりをコニーたちに与える。エンディングでは、ニェルレイから積極的なアプローチを受ける。
逆さ城の女王
声 - かわしまりの※
シェロブの女王種。逆さ城に住んでいる。普段は物腰柔らかだが、無礼な者には容赦しない。
王
シェロブの王。巨大な蟷螂のような姿をしている。咆哮だけで防弾ガラスが割れる。一応知能はある。Full Voice ReBORN版ではデザインが変更された。
ミュト
声 - 柚木サチ※
シュプララプセールの男の子。レヴィに一方的に恋敵にされる。
ミンツチ
フォルネに似た姿を持つ。水の都セラニアンにある屋敷に幽閉されている。"ふるきもの"である水の王ラプシヌプルクルの娘。
ムムリク
声 - 暁勇輔※
黒迷奇城の近くで出会う、マティスムの”人”。特大の刃と一体化した手甲を右腕に装備している。かつて「狂える竜の王子」と呼ばれるドラゴンに家族を皆殺しにされた過去を持ち、長い間追い続けて来た。その間に、外見も中身もずいぶん変わったらしく、すでに寝る必要のない身体となっている。最期はドラゴンと相打ちになり、雷の直撃を受けて双方とも完全に消滅した。彼の死は、同じ境遇のカルベルティに大きく影響を与えた。
エリール＝エリル・ロム
声 - 野月まひる※
シュプララプセールの女王種。シェラを姫として迎え入れる。実弟であるトート・ヒュブリス・ロムが旅に出たまま帰って来ず、大機関《ヒュブリス》の扱いを決めかねていたところにトートの裔娘であるシェーラ（シェラ）がやってきたことでその判断を彼女に託そうとする。
テュケー
声 - ますおかゆうじ※
シュプララプセールの騎士。ゼーズロムに扇動されて反乱を起こしてしまう。

### 故人
チャールズ・バベッジ
蒸気機関文明の爆発的発展をもたらした偉大なる碩学。大英帝国からカダスの帝国へと渡り、そこで帝国からの歓待を受け、才能を如何なく発揮する。人生の中で300もの機械を設計・開発し、そして人類初の情報処理機能を備えた《大階差機関(ディファレンス・エンジン)》を生み出す。これらの功績によって最高の碩学へと送られる十碩学《蒸気王》の称号を贈られる。しかし、同じ十碩学のローラ・ネーデルマンが死亡したことで、彼女の後を追うように失踪してしまう。
人類の文明を発展させたバベッジであるが、晩年の彼は自分の生み出した蒸気機関の排煙によって青空が失われてしまったことを悔いていたという。
ローラ・ジョサイア・ネーデルマン
チャールズ・バベッジとともにカダスの帝国へと渡った女性。十碩学《探索姫》の称号を贈られた才媛。その誠実で誇り高い人柄から出会う人すべてに敬愛され、デ・マクシム、C=Gバイロン、チャールズ・バベッジなどから求愛された。
世界の水殻へと挑み命を散らした、と言われ、嘆き悲しんだ周囲の人間は彼女の真似をする人間が出なくなるように「ディーラ・ドゥーラ」のおとぎ話を作った。

### その他
ファスティトカロン
島と見まごうほど巨大な亀。常にじっとしているが、稀に動き出す。進行方向にパルポの住む街があり、危うく潰されるところだったが、コニーや蒸気王によって進行方向を変えられた。
ラプシヌプルクル
ミンツチの父、すでに形を失っている。偉大なる湖の王や水の竜王とも呼ばれる大水蛇。ミンツチを助けたコニーたちを救うため、最後の力を振り絞りって実体化した。
狂える竜の王子
ムムリクの復讐の相手。漆黒のドラゴン。「永久低気圧の王」とも呼ばれる。本来は世界の水殻を作り出す存在で何体もいるらしいが、数百年単位で稀に暴走を始めるものがいるらしい。

### ファンディスクの登場人物
メアリ・シェリー
声 - 青葉りんご
ファンディスクの主人公。わずか11歳ながらも小説家として活動している少女。友人であるエイダから「死してなお動く鋼鉄」の話に興味を持ち大英帝国からカダスにやってくる。性格は大人びて恋愛ごとに興味津々ながらも青い空や排煙に汚されていない花を見て喜ぶなど子供らしい一面もある。生物ならぬ声を聞く力を持ち、そのため《西インド会社》のアダム・ヴァイスハウプトにその身を狙われているが本人はそのことに気付いていない。
《西インド会社》の手から逃れるためネーエルとともに未知世界に渡り、ヤーロを探すウルメンシュと同道することに。その道中偶然フィンチと出会い友人となるが、ウォレスのために行動したフィンチに誘拐される。フィンチが操るプラント・ドールとウルメンシュの戦いの中、フィンチに彼女自身の行動原理を訊ねた事がプラント・ドールの崩壊のきっかけとなる。
お互いがお互いを必要とし、救いとしながらもボタンを掛け違えてしまったウォレスとフィンチを見て、自分が見た彼らの姿を伝えようと後に小説『フランケンシュタイン』を書き上げる。
アルフレッド・ウォレス
秘密結社《西インド会社》の上級幹部《三博士》の一人。《博物公》の異名を持つ博物学者だったが尊敬していた《博物王》ダーウィンから破門されたことで失踪。神を否定しつつも霊魂(エスプリ)の実在を証明することでダーウィンに復讐しようと目論む狂科学者となる。ツァラトゥストラ曰く「狂いきっている男」。未知世界で実験を行っている途中、フィンチが命令もなしにメアリを連れて来る。勝手な行動をとった彼女を叱責しようとするが、メアリを取り戻すために追ってきたコニーたちが現れ、ウルメンシュをプラント・ドールで迎撃するように指示する。その戦いの中で自我を奪ったはずのフィンチが自分の意思でウォレスのために行動していたことを聞かされると、それまでとは打って変わって理性的な表情でメアリを脱出させる。崩落しているプラント・ドールの中、敬愛していたダーウィンから破門を受け失意に沈んでいたところに境遇を同じくするフィンチが救いとなったこと、しかしダーウィンに対する怒りから救いとしたはずのフィンチを実験の材料としてしまったことを懺悔し、それを許すフィンチに神の姿を見る。その後プラント・ドールの残骸をコニーたちは捜索したが二人の遺体は見つからなかった。
フィンチ
声 - かわしまりの
ウォレスに付き従う少女。ウォレスの度重なる《回路》実験の素体にされ植物の怪物プラント・ドールを操る能力を得たがその代償に自我は消されている。未知世界にやってきたメアリと偶然出会い友人となるが、ウォレスとヴァイスハウプトの会話からメアリを捕まえればヴァイスハウプトに貸しができると「自分で」判断しメアリを誘拐する。勝手な行動をウォレスに咎められ、追ってきたウルメンシュを迎撃するが、メアリから「何故自分から行動したのか」と問われたことで「ウォレスのために働きたい」という自身の思いと「ウォレスの命令に忠実に従う」という望まれた姿の矛盾からプラント・ドールの制御が不安定になり、そこをウルメンシュに突かれ敗れた。
かつて親にはした金で売られ路地裏で死にかけていたところをウォレスに助けられ、唯一自分に手を差し伸べてくれたウォレスに神の姿を見た。そしてプラント・ドールが崩壊する中、ウォレスの懺悔を聞き、その罪を許す。
フリードリヒ・ツァラトゥストラ
秘密結社《西インド会社》の幹部。《十字騎士》の異名を持ち、五芒星が書かれた覆面をかぶった男。カダスに渡り北央帝国の皇帝家と結託し北央帝国を掌握せんと画策する。当初こそ順調だったが自らの慢心とウォレスが倒れた混乱を突かれ空軍の指揮権をエイダとマタイオスに奪われたことで失脚した。
その後もシリーズに度々登場する。

## 飛空艇・要塞
ウルメンシュ
コニー達の乗る高速小型飛空艇。基本は物資の運搬等を目的としているので、重火器等の装備は無いが、船を固定するためのアンカーチェーンを武器として使用することもある。
特殊金属製の突撃衝角を船首に装備している。圧縮噴射機構による高速機動が特徴。
中枢機構にはバベッジの《回路》が使われており、意思を持っている。ただし、その意思はふるきものと同一のものであるため、その声を聞ける者は限られている。
イクトゥス
一人乗りの超小型飛空艇。ウルメンシュと同じく圧縮噴射機構を持ち、羽ばたくことによって飛ぶ。機銃のほか、圧縮蒸気砲も装備している。圧倒的な機動力を持つが小型なため積載できる燃料に限りがあることから最大航続距離や継戦能力に難がある。
アンヴォロンテール
ゼーズロムの指揮するトゥルナルシ級機動要塞。
ムルトル
ルビー少佐の指揮するトゥルナルシ級機動要塞。赤い装飾が施されている。
デザストール
マタイオスの指揮するイザムバード級基幹型要塞。三番艦。
クセルクセス
エイダの指揮するイザムバード級基幹型要塞。八番艦。バイロン式改造が施された攻撃用最新機
皇帝騎
巨大碩学機械ディユ・メシャン。下半身のない異形の姿で、胴体部の長さだけで10マイル超。手のひらで都市が覆われるほど、常識を超えたサイズを誇る。雷が体表を覆い、あらゆる攻撃を防ぐ。
バイロンの手によって作られ、黒迷奇城に封印されていた《ヒュブリス》と接続され、起動するが、最後はコニーたちの手によって機能を停止させられた。

## 用語

### 地名
既知世界
世界の水殻（後述）に囲まれた、既知大陸のある世界。帝国がほとんどを占領している。蒸気機関によって、大気や水は非常に濁っている。インドやドイツ、ロンドンなど、現実に存在する地域が登場する。
未知世界（大辺境）
既知世界から見た外の世界のこと。蒸気機関が存在せず、大気や水はどこまでも透き通っている。様々な種族が存在し、とてつもなく広大。
シェラポンダンス大森林
未知世界に広がる広大な森林。特に深森林と呼ばれる南西部はとてつもなく広く、そこに住むメソムは波濤森林と呼んでいる。
セラニアン
未知世界の中にある、皇帝や皇帝家が直接統治する「直轄都市」。大陸の全土を数えても20は超えない特別な都市。ここも既知世界ほどの大きさではないが、世界の水殻によって覆われている。水の都と呼ばれるほど大気や水が澄んでいるが、これはミンツチの力によって浄化されているからである。
黒迷奇城
黒き山脈地帯にある。奇怪な形をした城。中には世界最古にして最大の機関《ヒュブリス》が封印されている。

### 機械
蒸気機関（スチームエンジン）
既知大陸で使用されている。非常に発達してはいるが、未だに燃料は石炭のみである。そのため、深刻な土壌・大気・水質汚染が広がっている。空も排煙のせいで常に暗いままである。
機関カード（エンジン-）
ウルメンシュの操縦に使う、いくつもの穴が開いたカード。身分証となる個人機関カード（パーソナルエンジン-）もある。
圧縮噴射機構（スチームガスト）
ウルメンシュやイクトゥスに搭載されている。圧力シリンダー内にためた蒸気を噴射することで急激な加速や方向転換を可能にする機構。
圧縮蒸気砲
主に機動要塞に装備されている、接近戦のための兵装。圧縮した蒸気を叩きつけて攻撃する。理論上これに耐えられる装甲は存在しない。
大階差機関（ディファレンス・エンジン）
《蒸気王》チャールズ・バベッジが開発した大機関。人類の物としては初めて演算・情報処理機能を備えた機関でその情報処理能力は大陸全ての情報を処理したとしてもなお余りある。帝国首都の地下に置かれている。
大機関《ヒュブリス》
かつてカダスに存在した古代文明の遺産。大階差機関すら上回る出力を誇るが、起動させるためには初代皇帝の血を引くプセールか緑色秘本が必要となる。

### おとぎばなし
黒い人(シャドウ・ビルダー)
帝国に伝わるおとぎ話に出てくる怪物。月からやってきて地上のすべてを呑み込んでしまうらしい。
ディーラ・ドゥーラ
帝国に伝わるおとぎ話。なんでも嫌いと言ってしまう女の子。帝国も、灰色の空も、黒い海も、何もかも拒絶し、違うなにかを求めて世界の水殻を乗り越えようとするが、結局命を散らしてしまう。モデルとなったのはローラ・ネーデルマン。体制に異を唱える者は子供であっても死すべしという帝国のプロパガンダである。
ふるきもの
あらゆる現在でないもの。文明圏では精霊、自然霊、古き神々などと呼ばれる自然の化身。人が文明を持ったことで幻想となり力とかたちを失っていった。未知世界では未だ信仰されており姿を保った者も存在するが、彼らもいずれ消えていく定めにある。
《盟約》の少年
大辺境に伝わる旅人。虹色の鳥と黒い竜たちを連れて世界を旅してまわり、行く先々で盟約を“人”に教えていったと伝えられる。その正体は帝国を興した初代皇帝トート・ヒュブリス・ロム。

## その他
世界の水殻
低気圧の塊。円柱状に既知世界を覆っている。未知世界の人々は「竜雲の壁」と呼ぶ。表面には小さな亀裂がある部分があり、ウルメンシュはその隙間を通って外に出た。中は低気圧の層が何重にも重っており、それぞれが別方向に動いている。超高高度軌道に「虹の道」と呼ばれる竜巻のチューブの出入り口があるが、これは要塞でなければ行けない。
緑色秘本（エメラルド・タブレット）
帝国に伝わる秘宝。大機関《ヒュブリス》の機動キーとなる他、この世のあらゆる叡智が記されているとされる。帝国にあるのは皇帝一族と分家のアステア家、サザン家の所有する3冊。
盟約
言葉では説明できないらしいが、法・習慣・思想が大体の意味として当てはまる。
石碑
未知世界の各地に点在する、燃料補給用の保管庫。「空の下を旅する者のために」と彫ってある。
西インド会社／西方碩学協会
西享の暗部を支配するといわれる一大犯罪シンジケートにして科学結社。チャールズ・バベッジが張った結界によって長らくカダスに手を出せずにいたが、結界を維持していた蒸気王が倒れたことでカダスに進出する。総帥アルトタス=トート=ヘルメースの下にこの世のあらゆる叡智を解き明かすことを目的としており、緑色秘本を所有しているほか《回路》と呼ばれる技術を研究している。
回路
結社が研究を進めている存在を変質させる暗示。これを無機物に適用すれば意思を持たせることができたり、生物に適用すれば赫い眼の魔人となり不老の肉体となるなど様々な効果が現れる。複数の方式が存在しており、結社は物理の力とは異なるふるきものの力も回路の力によるものだと断定している。

## “人”
単純に人間の事を指すのではなく、“盟約”を持ち、会話によって意思の疎通を図れるだけの知能を持った人種全てを指す言葉。
未知世界に住む“人”は“盟約”を得たことによって進化を遂げたというものもある。
カシオン
いわゆる普通の人間のこと、蒸気機関の文明に支えられて生きており、既知世界で生きている。
シュプララプセール
未知世界における「水の都」に住まう“人”。
帝国内ではその血を受け継ぐものが「プセール」と呼ばれる。帝国では忌み嫌われる存在であり、慰み者にされるなどの悲惨な境遇にある。
黄金瞳の持ち主が多い。
パルデス
鳥種。嘴や翼を持つ、ほとんど鳥の姿のままの“人”。
アシャム
野生種。狩りを行って生活している。角を生やした“人”もいる。
シェロブ
昆虫種。蜂に似た姿をしており、顎が強い。装飾品などを作るのが得意。飛べる人も稀にいる。
メソム
植物種。幾つかある「森林都市」で生活している。火は使わない。
ミシューフシ
蜥蜴種。鱗に覆われた体で、非常に屈強。腐った食べ物が好物。
セイレン
魚種。手足がある以外は、外見は魚そのままの姿。男性しか存在しない。
フォルネ
魚種。手足があり、マーメイドに似た美しい姿をしている。女しか存在しない。
マティスム
狼種。見た目は人狼そのまま。作中ではムムリク以外は登場しない。

## スタッフ
- 企画原案・シナリオ：桜井光
- 原画・キャラクターデザイン：護国卿
- メカデザイン：しのづかあつと
- 音楽：Blueberry & Yogurt MUTS MUSIC STUDIO
- OP/ED：Rita

## 関連商品
書籍
『蒼天のセレナリア・ザ・ガイド』
2007年4月30日発行ライアーソフト